# Living in a Box
I Living in a Box sono stati un gruppo musicale di genere pop funk, formatosi a Sheffield nel 1985.

## Storia del gruppo
Richard Darbyshire, già componente del gruppo musicale Zu Zu Sharks e autore di canzoni per terzi, nel 1985 firma un contratto di cinque anni con la Chrysalis Records per formare un gruppo con i musicisti Anthony Critchlow e Marcus Vere, del gruppo Typhoon Saturday, che prenderà il nome "Living in a Box" ("vivere in una scatola").
Nel 1987 esce il primo singolo eponimo che, accompagnato da un video musicale, diventa una celeberrima hit in Europa (quinto nella Top Ten inglese) e negli USA.
Lo stesso anno esce anche So the Story Goes, con la partecipazione vocale del cantante soul Bobby Womack.
Il successo li porta a far uscire in seguito Gatecrashing (1989), album che contiene il singolo Room in Your Heart, arrivato tra i primi 10 della Top Ten.
Ma nel 1990, quando la Chrysalis viene acquistata dalla EMI, il gruppo entra in disaccordo con la nuova etichetta, e lascia incompleto il terzo album.
Darbyshire è impegnato nella propria carriera di autore solista, scrivendo brani per altri artisti, tra cui Lisa Stansfield.

## Formazione
- Richard Darbyshire (Stockport, 8 marzo 1960) - voce e chitarre
- Marcus Vere (29 gennaio 1962) - tastiere
- Anthony Critchlow (1º marzo 1958) - batteria

## Discografia
Studio
- 1987 - Living in a Box (UK #25, US #89)
- 1989 - Gatecrashing (UK #21)

Raccolte
- 1999 - The Best of Living in a Box
- 2003 - The Very Best of Living in a Box

Singoli
- 1987 - Living in a Box
- 1987 - Scales of Justice
- 1987 - So the Story Goes
- 1988 - Love Is the Art
- 1989 - Blow the House Down
- 1989 - Gatecrashing
- 1989 - Room in Your Heart
- 1989 - Different Air

 Vendite dei singoli 
| Year | Song                | UK Singles | US Hot 100 | US R&B | US Dance | Canada Singles | Album           |
| ---- | ------------------- | ---------- | ---------- | ------ | -------- | -------------- | --------------- |
| 1987 | Living in a Box     | 5          | 17         | 74     | 6        | 18             | Living in a Box |
| 1987 | Scales of Justice   | 30         | -          | -      | -        | -              | Living in a Box |
| 1987 | So the Story Goes   | 34         | 81         | -      | -        | -              | Living in a Box |
| 1988 | Love Is the Art     | 45         | -          | -      | -        | -              | Living in a Box |
| 1989 | Blow the House Down | 10         | -          | -      | -        | -              | Gatecrashing    |
| 1989 | Gatecrashing        | 36         | -          | -      | -        | -              | Gatecrashing    |
| 1989 | Room in Your Heart  | 5          | -          | -      | -        | -              | Gatecrashing    |
| 1989 | Different Air       | 37         | -          | -      | -        | -              | Gatecrashing    |